# Heukels' Flora van Nederland
Heukels' Flora van Nederland, ook wel kortweg: de Heukels, is een flora met vaatplanten voor Nederland. De flora wordt veel gebruikt in het onderwijs en bij de inventarisaties van bijvoorbeeld Floron. 
Heukels' Flora van Nederland is een veldflora met een wetenschappelijk karakter en geen wetenschappelijke flora.

## Geschiedenis

### Heukels
Hendrik Heukels' bewerking en vertaling van Otto Wünsche's Schulflora von Deutschland voor Nederland verscheen in 1883 als Schoolflora van Nederland. Deze flora volgde als eerste Nederlandse flora het systeem van Eichler en bevatte veel Nederlandse namen. De flora was primair bedoeld voor het onderwijs. Heukels bleef werken aan zijn flora en zo verschenen er vernieuwde drukken.
In 1900 verscheen een versie van de flora met plantentekeningen, de Geïllustreerde schoolflora van Nederland, een jaar nadat de Geïllustreerde flora van Heimans en Thijsse verschenen was.
In 1907 verscheen van de hand van Heukels het Woordenboek der Nederlandsche volksnamen van planten. Hierdoor kwamen er officiële Nederlandse namen en trad er standaardisatie op.
In 1932 verscheen naast de geïllustreerde versie ook een beknopte flora die tot stand was gekomen in samenwerking met Hendrik Wachter.
In 1933 verscheen de achttiende en laatste druk van de eerste versie, de Schoolflora van Nederland. De twee andere versies, de geïllustreerde en de beknopte versie, bleven echter in druk verschijnen.
In 1934 werd het systeem van Eichler vervangen door het systeem van Wettstein, waardoor de volgorde van de behandelde groepen werd gewijzigd: voortaan kwamen de tweezaadlobbigen (dicotylen) vóór de eenzaadlobbigen (monocotylen) in de flora te staan.

### Wachter
Na de dood van Heukels in 1936 nam Wachter het werk aan de flora over. De eerste flora van zijn hand was de elfde druk in 1934. Wachter bouwde een grote naam op als botanicus en zo groeide het gezag van de flora. Wachter overleed in 1946.

### Van Ooststroom
Wachter werd opgevolgd door de conservator van het Rijksherbarium, van Ooststroom. In 1956 verscheen de 14e druk als Heukels-Van Ooststroom. De flora was de belangrijkste flora in Nederland geworden. Van Ooststroom bleef de Heukels verzorgen tot en met de negentiende druk.

### Van der Meijden
De twintigste druk (1983) werd verzorgd door een team onder leiding van Van der Meijden. Een van de veranderingen was dat de basterdwederiken waren omgedoopt tot wilgeroosjes. In de 21ste druk werd deze verandering weer ongedaan gemaakt. 
In 1986 werd ook de standaardisatie doorgevoerd aan de naamlijst van de flora van Nederland en België van Van der Meijden en Leo Vanhecke, waardoor er nu overeenstemming in Nederlandse namen is tussen deze flora en de Flora van België, het Groothertogdom Luxemburg, Noord-Frankrijk en de aangrenzende gebieden. Veel namen werden hierbij aangepast. Zo werd de herfstleeuwentand (Leontodon autumnalis L.) omgedoopt in vertakte leeuwentand. 
In de 22ste uitgave van 1996 werd de nieuwe spelling van Nederlandse plantennamen doorgevoerd. Ook werd een groot aantal illustraties vernieuwd. De nieuwe zwart-wittekeningen zijn veel gedetailleerder dan de oude illustraties.

### Interactieve flora
De flora is sinds 1999 verkrijgbaar op cd-rom onder de titel Heukels' interactieve flora van Nederland. Hierop zijn ook verspreidingskaartjes van soorten te vinden en is er naast de gebruikelijke methode voor determinatie ook een nieuwe methode ontwikkeld. Op 22 maart 2005 werd ook een Windows-versie van de Heukels' Interactieve Flora van Nederland uitgebracht (gebaseerd op de 22ste druk van de flora), inmiddels opgevolgd door de Heukels op dvd-rom. Eerder circuleerde er al een Mac-versie. De laatst verschenen cd-rom is gebaseerd op de 23ste druk van de flora.

### DNA-onderzoek
In de 23ste druk (2005), ook verzorgd onder leiding van Ruud van der Meijden, is de indeling in families, ordes en hogere eenheden gewijzigd. Hierbij is uitgegaan van de indeling zoals voorgesteld door de Angiosperm Phylogeny Group (APG), of liever van de aangepaste versie van het APG II-systeem zoals die gepresenteerd is in de derde druk van The plant-book (2008). De APG-indeling is uitsluitend gebaseerd op de resultaten van onderzoek naar verwantschappen op basis van DNA-sequenties, in plaats van de tot dan toe gebruikte methode op basis van al het beschikbare bewijs uit tal van disciplines. Het determineren van planten gebeurt in de flora als vanouds aan de hand van de traditionele, morfologische kenmerken.
In de vernieuwde indeling zijn de tweezaadlobbigen naar achteren en de eenzaadlobbigen weer naar de eerste helft van de flora verplaatst, achter de afgesplitste magnoliiden ('magnoliids'). 
De orchideeën staan in de 23ste druk niet meer achteraan, maar tamelijk vooraan. De boterbloem, waarvan men aanneemt dat deze plant veel lijkt op de primitieve gemeenschappelijke voorouder van de bloemplanten, is daarmee naar het midden van de flora verplaatst. Sommige omgrenzingen van families zijn geheel herzien: de planten in de oorspronkelijke Helmkruidfamilie zijn verdeeld over 8 families. Er worden in deze druk van de flora geen formele rangen meer gebruikt boven die van orde, behalve dan die van klasse voor de zaadplanten. Verder zijn er hier en daar nieuwe officiële Nederlandse namen geïntroduceerd. Zo heet de grote veenbes (Oxycoccus macrocarpos (Aiton) Pursh) voortaan officieel cranberry.

### Duistermaat
De 24e editie uit 2020 werd verzorgd door Helena Duistermaat, onderzoekster bij het Naturalis Biodiversity Center. Het boek bevat zo’n 500 soorten meer ten opzichte van de vorige editie en verscheen ook voor het eerst deels in kleur. De tekeningen bleven zwart-wit. Duistermaat koos hiervoor omdat kleuren tussen individuele planten kunnen verschillen. De indeling is gebaseerd op het APG IV-systeem voor de zaadplanten, en het PPG I-systeem voor de sporenplanten. Giftige soorten kregen een label, variërend van 'Giftig 3' (zwak giftig) tot 'Giftig 1' (dodelijk giftig).